# Космологічний принцип
Космологічний принцип — припущення сучасної космології, згідно з яким кожен спостерігач у визначений момент часу, незалежно від місця та напрямку спостереження виявляє у Всесвіті одну і ту ж великомасштабну структуру. 
Незалежність від місця спостережень, тобто рівноправність усіх точок простору, носить назву однорідності, незалежність від напрямку, тобто відсутність виділеного напрямку в просторі — ізотропії Всесвіту. Відсутність ізотропії називається анізотропією. Очевидно, відсутність однорідності означає анізотропію, тоді як відсутність ізотропії не обов'язково призводить до неоднорідності.
Космологічний принцип виконується лише наближено. Скупчення галактик, галактики, зорі, планети є відхиленнями від однорідності Всесвіту, оскільки їхнє існування означає, що фізичні умови в різних точках різні. Проте відхилення від однорідності та ізотропії не дуже великі, якщо перейти до дуже великих масштабів, які перевищують приблизно кілька сотень мільйонів світлових років[джерело?].